# Lelio Vittorio Valobra
Lelio Vittorio Valobra (Genova, 2 marzo 1900 – Genova, 1976) è stato un avvocato italiano, di origine ebraica. Fu il presidente della DELASEM e esponente della cosiddetta resistenza ebraica.

## Biografia
Prima della seconda guerra mondiale Valobra era un esponente di spicco della comunità ebraica di Genova, fu l'oratore ufficiale all'inaugurazione, nel 1935, della nuova sinagoga della città, in cui dirà: "L'orgoglio di poter innalzare un Tempio... è in noi alimentato dal clima politico nel quale viviamo, che, primo interprete ed esaltatore del sacrificio, ha restituito agli italiani quella fierezza di se stessi e quell'ordine interno che sono indispensabili al divenire di una nazione".
Nell'ottobre del 1938, dopo la proclamazione delle leggi razziali e il passaggio in Italia di ebrei in fuga dopo l'annessione dell'Austria da parte del Terzo Reich, Valobra, su indicazione dell'Unione ebraica, di cui era vicepresidente, venne incaricato di organizzare le attività di soccorso e coordinare la permanenza in Italia dei profughi ebraici.

### La DELASEM
Il 1º dicembre 1939 venne fondata una organizzazione legale chiamata DELASEM (Delegazione per l'Assistenza agli Emigranti), strutturata su indicazione dell'Unione delle comunità israelitiche italiane e l'avvocato Valobra fu chiamato alla sua dirigenza. Lo scopo dell'associazione era l'aiuto all'espatrio e alla sopravvivenza sia per i profughi ebrei internati o confinati sia per quelli che si erano resi irreperibili per evitare internamenti.
Valobra si rese protagonista di memorabili azioni per il salvataggio di bimbi ebrei: nella primavera del 1942 si recò nella campagna attorno a Lubiana, dove sapeva che si trovava un gruppo di bimbi ebrei dell'Europa orientale sopravvissuti all'uccisione dei genitori da parte dei nazisti. Valobra raccolse 42 bambini e riuscì a trasportarli prima a Lubiana e poi nel marzo-aprile 1943 a "Villa Emma" a Nonantola, vicino a Modena, dove furono accolti con generosa solidarietà dalla popolazione locale, nascosti e protetti durante i rastrellamenti nazisti fino alla Liberazione.

### Rapporti con la Chiesa cattolica
Con l'8 settembre 1943 e l'occupazione tedesca cominciò il periodo della clandestinità. Valobra, coadiuvato da Raffaele Cantoni e Massimo Teglio, prese contatti col cardinale Pietro Boetto, che guidava la diocesi di Genova, e costui incaricò il suo segretario don Francesco Repetto affinché l'attività della DELASEM potesse proseguire e fossero forniti aiuti materiali e rifugio agli ebrei perseguitati, sia italiani sia stranieri.
Nel novembre 1943, dopo le notizie sulle deportazioni avvenute di ebrei genovesi e della comunità di Montecatini, Valobra, nascosto dal vescovo di Chiavari, dovette rifugiarsi in Svizzera, da dove proseguì a dirigere l'organizzazione DELASEM e i contatti con la centrale genovese, fino alla fine della guerra.

## Ricerche e riconoscimenti
Vennero sottoposti 800 telegrammi all'interesse della polizia della Repubblica di Salò: la particolarità era che il firmatario di tale ragguardevole quantità di materiale sospetto era l'ebreo genovese Lelio Vittorio Valobra; tale documentazione oggi depositata in apposito fondo ha permesso allo storico genovese Sandro Antonini di ridefinire le dimensioni e l'importanza del soccorso ebraico a Genova e in Liguria.
Il nome di Valobra è inscritto nel Jerusalem Golden Book del Jewish National Fund a Gerusalemme.